# Färöischer Fußballpokal 1962
Der Färöische Fußballpokal 1962 wurde zum achten Mal ausgespielt. Im Endspiel siegte HB Tórshavn mit 2:1 gegen Titelverteidiger TB Tvøroyri und konnte den Pokal somit zum vierten Mal gewinnen.
HB Tórshavn und TB Tvøroyri belegten in der Meisterschaft die Plätze drei und vier.

## Teilnehmer
Teilnahmeberechtigt waren folgende drei Mannschaften der Meistaradeildin:
| Meistaradeildin                      |
| B36 Tórshavn HB Tórshavn TB Tvøroyri |

## Modus
Für den Pokal waren alle Erstligisten zugelassen, KÍ Klaksvík nahm jedoch nicht teil. Alle Runden wurden im K.-o.-System ausgetragen.

## Qualifikationsrunde
|             | Ergebnis |              |
| ----------- | -------- | ------------ |
| HB Tórshavn | 6:0      | B36 Tórshavn |

## Finale
| Paarung  | HB Tórshavn – TB Tvøroyri |
| Ergebnis | 2:1                       |
| Tore     | ?                         |